# Pagnacco
Pagnacco is een gemeente in de Italiaanse provincie Udine (regio Friuli-Venezia Giulia) en telt 4824 inwoners (31-12-2004). De oppervlakte bedraagt 14,9 km², de bevolkingsdichtheid is 328 inwoners per km².
De volgende frazioni maken deel uit van de gemeente: Castellerio, Fontanabona, Lazzacco, Modoletto, Plaino, Zampis.

## Demografie
Pagnacco telt ongeveer 1953 huishoudens. Het aantal inwoners steeg in de periode 1991-2001 met 8,2% volgens cijfers uit de tienjaarlijkse volkstellingen van ISTAT.
| Jaar | Inwoneraantal |
| ---- | ------------- |
| 1991 | 4255          |
| 2001 | 4606          |

## Geografie
Pagnacco grenst aan de volgende gemeenten: Colloredo di Monte Albano, Martignacco, Moruzzo, Tavagnacco, Tricesimo.